# R U Next?
R U Next? ( 알유넥스트? ()  ; estilizada en mayúsculas ) es una serie de competencia de telerrealidad de grupos femeninos de Corea del Sur organizada por Belift Lab y JTBC . 

## Promoción y difusión
El 1 de junio de 2023, JTBC y Belift Lab anunciaron que habían comenzado a filmar el nuevo programa de supervivencia R U Next? , cuyo objetivo era crear el próximo grupo de chicas global de la agencia. Las concursantes serían evaluadas a través de siete rondas.  El mismo día, Choi Soo-young de Girls' Generation fue confirmada como presentadora del programa.  El 7 de junio, las cuentas oficiales de Twitter, Instagram y Weverse de R U Next? Se inauguró y se colocó la primera serie de carteles promocionales. También se publicó un artículo el mismo día confirmando que el programa contendría siete misiones y también se transmitiría a través de Wavve y Netflix en Corea del Sur y Abema TV en Japón a partir del 30 de junio a las 8:50 p. m. KST.  El 9 de junio, se confirmó que la exmiembro y actriz de Miss A, Bae Suzy, cantaría la canción principal de RU Next?. Fue lanzado el 12 de junio a las 6:00 p. m. KST.  Los perfiles de los veintidós concursantes fueron revelados el 16 de junio, con fotos de perfil individuales y vídeos de introducción. 
Después de las actuaciones de la ronda final, la alineación final de seis miembros se decidió mediante una combinación de votos y consideración de etiquetas. Las seis ganadoras (Wonhee, Youngseo, Iroha, Yunah, Minju y Moka) fueron elegidas para convertirse en miembros de ILLIT, el primer grupo de chicas de Belift Lab y, a su vez, el tercer grupo de chicas en debutar bajo Hybe después de Le Sserafim y NewJeans. .  Sin embargo, Youngseo dejó la alineación previa al debut que se anunció el 1 de enero de 2024,  y por lo tanto se confirmó más tarde que el grupo debutaría con las cinco miembros restantes.  ILLIT debutó el 25 de marzo de 2024 y lanzó su álbum debut, Super Real Me, con el presidente de Hybe , Bang Si-hyuk, participando como productor de su álbum.   El nombre del grupo "ILLIT" es la combinación de la frase "I will" (lo haré) y la palabra "It" (eso), según Hybe, lo que demuestra el deseo del grupo de ir más allá de su potencial y esforzarse por ser lo que quieren ser. 

## Elenco
Anfitrión
- Choi Soo-young

Invitados
- Baekho - entrenador especial para la Ronda 2 (Episodio 2-3)
- Jay Park – entrenador especial para la Ronda 3 (Episodio 4)
- Heeseung y Jungwon de Enhypen – entrenador especial para la Ronda 4 (Episodio 5-6) [13]
- Woozi - entrenador especial para la Ronda 4 (Episodio 5-6)
- Shin Kung - entrenador especial para la Ronda 6 (Episodio 9)

| 22 concursantes               | 22 concursantes | 22 concursantes            | 22 concursantes        | 22 concursantes     |
| ----------------------------- | --------------- | -------------------------- | ---------------------- | ------------------- |
| Wonhee (원희) (ILLIT)         | Youngseo (영서) | Minju (민주) (ILLIT)       | Iroha (이로하) (ILLIT) | Moka (모카) (ILLIT) |
| Yunah (윤아) (ILLIT)          | Jeongeun (정은) | Jeemin (지민) (Izna)       | Himena (히메나)        | Jiwoo (지우)        |
| Chanelle (사넬) (Fifty Fifty) | Jihyun (지현)   | Funa (후우나)              | Seoyeon (서연)         | Hyewon (혜원)       |
| Moa (모아)                    | Ruka (루카)     | Yewon (예원) (Fifty Fifty) | Ena (에나)             | Haseul (하슬)       |
| Iris (아이리스)               | Yuisa (유이사)  |                            |                        |                     |

| Nombre   | Hangul   | Edad | Nacionalidad           | Prioridad de R U Next?                                                                          |
| -------- | -------- | ---- | ---------------------- | ----------------------------------------------------------------------------------------------- |
| Jiwoo    | 지우     | 21   | Coreana                | Contenido de Youtube (2020), especializado en Broadcast entertainment                           |
| Funa     | 후우나   | 21   | Japonesa               | Former Nizi Project contestant                                                                  |
| Moa      | 모아     | 21   | Tailandesa             | Antigua P Nation y SM Entertainment trainee                                                     |
| Chanelle | 샤넬     | 20   | Coreana-estadounidense | Antigua Yuehua Entertainment trainee Apareció en JTBC's Stage K en 2019.                        |
| Yunah    | 윤아     | 19   | Coreana                | Antigua Fantagio, Stardium and Source Music trainee                                             |
| Minju    | 민주     | 19   | Coreana                | Antigua YG Entertainment trainee                                                                |
| Jeongeun | 정은     | 18   | Coreana                | Antigua Source Music trainee and child actress                                                  |
| Moka     | 모카     | 18   | Japonesa               | Former HYBE Labels Japan trainee                                                                |
| Jihyun   | 지현     | 18   | Coreana                | Miembro predebut de HOWZ. Antigua HOW Entertainment y Yuehua Entertainment trainee              |
| Ruka     | 루카     | 18   | Japonesa               | Antigua Cube Entertainment and Source Music trainee. Alineación predebut trainee de Le Sserafim |
| Yewon    | 예원     | 18   | Coreana                | Former Source Music trainee                                                                     |
| Jeemin   | 지민     | 18   | Coreana                | Former Source Music trainee                                                                     |
| Hyewon   | 혜원     | 17   | Coreana                | Former member of Little Cheer Girl                                                              |
| Youngseo | 영서     | 17   | Coreana                | Former Source Music, ADOR and SM Entertainment trainee                                          |
| Yuisa    | 유이사   | 16   | Japanese               |                                                                                                 |
| Wonhee   | 원희     | 16   | Coreana                |                                                                                                 |
| Haseul   | 하슬     | 15   | Coreana-estadounidense |                                                                                                 |
| Iroha    | 이로하   | 15   | Japonesa               | Antigua JYP Entertainment trainee                                                               |
| Iris     | 아이리스 | 15   | Tailandesa             | Ballroom dance                                                                                  |
| Himena   | 히메나   | 15   | Japonesa               |                                                                                                 |
| Seoyeon  | 서연     | 15   | Coreana                |                                                                                                 |
| Ena      | 에나     | 12   | Japonesa               | Antigua HYBE Labels Japan trainee                                                               |

La prueba es la puerta de entrada para ver si tiene el potencial de convertirse en miembro. Los alumnos se dividieron en 7 unidades diferentes con 3-4 miembros por unidad. Las pruebas fueron evaluadas dentro de cada unidad. Cada unidad fue evaluada por los entrenadores luego de sus actuaciones.  Los miembros de la unidad se dividieron en tres niveles: NIVEL ALTO (H), NIVEL MEDIO (M) y NIVEL BAJO (L).
| Performance | Performance | Performance          | Grupo                         | Concursante | Clasificación | Clasificación |
|             | Artista(s)  | Canción(es)          | Grupo                         | Concursante | Inicial       | Nivel         |
| Episodio 1  | Episodio 1  | Episodio 1           | Episodio 1                    | Episodio 1  | Episodio 1    | Episodio 1    |
| ----------- | ----------- | -------------------- | ----------------------------- | ----------- | ------------- | ------------- |
| 1           | Red Velvet  | "Bad Boy"            | Bad Me Girls (뱃미걸즈)       | Jiwoo       | 5             | L             |
| 1           | Red Velvet  | "Bad Boy"            | Bad Me Girls (뱃미걸즈)       | Jeongeun    | 8             | H             |
| 1           | Red Velvet  | "Bad Boy"            | Bad Me Girls (뱃미걸즈)       | Chanelle    | 9             | M             |
| 2           | Itzy        | "Dalla Dalla"        | Powerful Kitties (파워꼬앙이) | Iroha       | 3             | H             |
| 2           | Itzy        | "Dalla Dalla"        | Powerful Kitties (파워꼬앙이) | Hyewon      | 13            | M             |
| 2           | Itzy        | "Dalla Dalla"        | Powerful Kitties (파워꼬앙이) | Jihyun      | 14            | L             |
| 3           | Aespa       | "Dreams Come True"   | 16,200,000                    | Iris        | 16            | H             |
| 3           | Aespa       | "Dreams Come True"   | 16,200,000                    | Ena         | 20            | L             |
| 3           | Aespa       | "Dreams Come True"   | 16,200,000                    | Wonhee      | 00            | M             |
| 3           | Aespa       | "Dreams Come True"   | 16,200,000                    | Seoyeon     | 00            | H             |
| 4           | (G)I-dle    | "Tomboy"             | I Want (아이원)               | Moka        | 6             | M             |
| 4           | (G)I-dle    | "Tomboy"             | I Want (아이원)               | Youngseo    | 7             | H             |
| 4           | (G)I-dle    | "Tomboy"             | I Want (아이원)               | Moa         | 15            | L             |
| Episodio 2  |             |                      |                               |             |               |               |
| 5           | Apink       | "Dumhdurum"          | Not Shown                     | Funa        | 11            | L             |
| 5           | Apink       | "Dumhdurum"          | Not Shown                     | Ruka        | 12            | H             |
| 5           | Apink       | "Dumhdurum"          | Not Shown                     | Haseul      | 17            | M             |
| 6           | Miss A      | "Bad Girl Good Girl" | MISS TOP                      | Jeemin      | 1             | L             |
| 6           | Miss A      | "Bad Girl Good Girl" | MISS TOP                      | Yunah       | 2             | H             |
| 6           | Miss A      | "Bad Girl Good Girl" | MISS TOP                      | Minju       | 4             | M             |
| 7           | Kara        | "When I Move"        | Not Shown                     | Himena      | 10            | H             |
| 7           | Kara        | "When I Move"        | Not Shown                     | Yewon       | 18            | L             |
| 7           | Kara        | "When I Move"        | Not Shown                     | Yuisa       | 19            | M             |

El tema de la misión fueron las canciones principales de debut de los grupos ídolos de cuarta generación de HYBE. Dentro de los tres niveles formados se formarán 2 unidades. Dos unidades actuaron juntas con la misma canción. La unidad que gane obtendrá puntos extra. A partir de esta misión, habrá eliminaciones. Los alumnos del nivel bajo se convertirán en candidatos a eliminación. 
Los entrenadores eligieron el 1.er y 2.º lugar por nivel después de la Ronda 1. El 1.er y 2.º lugar de cada nivel tiene la ventaja de elegir a los integrantes de su unidad. Al seleccionar las canciones, el equipo de bajo nivel elige primero; sin embargo, los equipos de mayor nivel pueden dejar de lado a los equipos de menor rango si quieren seleccionar la misma canción.
Se llevó a cabo una mini misión para decidir la parte destacada de cada canción. Cada concursante realizó una audición de expresión frente a una cámara para ver qué tan bien dejaban impresionar con el primer verso de sus respectivas canciones  y poner a prueba sus habilidades expresivas. Las concursantes votaron entre ellas para elegir quién se quedaba con la parte asesina.
Cada entrenador dio puntuaciones a los alumnos individuales del 1 al 100 (hasta una puntuación individual total de 700). El promedio de las puntuaciones individuales fue la puntuación general del equipo, donde la puntuación más alta del equipo fue el ganador de cada canción. La unidad ganadora recibió 50 puntos extra sumados a su puntuación individual.
- Algunas trainees se unieron a otras agencias:
  - Funa se unió a DG Entertainment en 2023.[19]
  - Jeemin se unió a WakeOne.
- Algunas trainees participaron en otros shows de supervivencia:
  - Jeemin se volvió una de las 24 participantes en Mnet I-LAND2 en 2024[20]

1. ↑  A subsidiary of Hybe Corporation
2. 1 2  «하이브, JTBC 손잡고 새 걸그룹 론칭 'R U Next' 30일 첫방[공식]» [Hybe, JTBC join hands to launch a new girl group 'RU Next' First broadcast on the 30th [Official]]. Star News (en coreano). 1 de junio de 2023. Archivado desde el original el 19 de junio de 2023. Consultado el 19 de junio de 2023.
3. ↑  «수영, 하이브 걸그룹 新 뽑는 'R U Next?' MC 발탁» [Sooyoung selects as MC for new Hybe girl group 'RU Next?']. ETNews (en coreano). 15 de junio de 2023. Archivado desde el original el 19 de junio de 2023. Consultado el 19 de junio de 2023.
4. ↑  «하이브 새 걸그룹 누구?...'알유넥스트', 티저 영상 공개» [Who is Hybe's new girl group?...'RU Next', teaser video released]. Maeil Broadcasting Network (en coreano). 7 de junio de 2023. Archivado desde el original el 20 de junio de 2023. Consultado el 19 de junio de 2023.
5. ↑  «[단독]수지, 걸그룹 오디션 '알유넥스트' 시그널송 부른다» [[Exclusive] Suzy sings a signal song for girl group audition 'R U Next']. Maeil Broadcasting Network (en coreano). 9 de junio de 2023. Archivado desde el original el 19 de junio de 2023. Consultado el 19 de junio de 2023.
6. ↑  «22인 베일 벗었다! 하이브 새 걸그룹 서바이벌 프로그램 JTBC 'R U Next?', 참가자 프로필 영상·사진 공개» [The 22-member veil has been taken off! Hybe's new girl group survival program JTBC 'RU Next?', participant profile video and photos released]. Star News (en coreano). 15 de junio de 2023. Archivado desde el original el 19 de junio de 2023. Consultado el 19 de junio de 2023.
7. ↑  Yoon, So-yeon (3 de septiembre de 2023). «'R U Next?' winners form girl group I'LL-IT ahead of debut». Korea JoongAng Daily. Archivado desde el original el 8 de octubre de 2023. Consultado el 3 de septiembre de 2023.
8. ↑  «Hybe’s new girl group I’ll-It to debut as 5-piece without Youngseo». The Korea Herald. 7 de enero de 2024.
9. ↑  Kim, Ju-yeon (13 de febrero de 2024). «I'LL-IT, girl group from 'R U Next,' to debut under HYBE in March». Korea JoongAng Daily.
10. ↑  Cho, Yong-jun (21 de febrero de 2024). «HYBE’s latest girl group I’LL-IT to release debut album on March 25». Korea JoongAng Daily.
11. ↑  «Hybe's new girl group I'LL-IT to drop 1st album next month». The Korea Times. 21 de febrero de 2024.
12. ↑  «New girl groups to shake up K-pop scene». The Korea Times. 3 de marzo de 2024.
13. ↑  «ENHYPENメンバーのサプライズ登場も！HYBEの新サバイバル「R U Next？」3人の脱落者を発表». Kstyle. 29 de julio de 2023. Archivado desde el original el 26 de agosto de 2023. Consultado el 11 de noviembre de 2023.
14. ↑  기사입력: July 7, 2023 20:45. «'R U NEXT(알유넥스트)', 트라이아웃 결과 발표...원희ㆍ정은ㆍ영서ㆍ이로하ㆍ지민ㆍ에나ㆍ서연 운명은?». 비즈엔터. Archivado desde el original el 11 de noviembre de 2023. Consultado el 11 de noviembre de 2023.
15. ↑  The initial rankings were given out prior to the start of the show based on the trainees' monthly evaluations.
16. 1 2  Trainees with the rank 00 have not yet participated in monthly evaluations, therefore does not have a pre-show rank.
17. ↑  Yewon was absent for this round due to COVID-19, therefore was automatically placed in Low Level.
18. ↑  «"서바이벌 방송 역사상 최고 이변"...첫 탈락자 발표 (알유넥스트?)». 스포츠동아 (en coreano). 14 de julio de 2023. Archivado desde el original el 11 de noviembre de 2023. Consultado el 11 de noviembre de 2023.
19. ↑  «「ニジプロ」＆「R U Next？」出身の日本人練習生・フウナ、DGエンターテインメントと専属契約締結 公式インスタも開設» [Funa, a Japanese trainee from “Niziu Project” & “RU Next?”, signs an exclusive contract with DG Entertainment and also opens an official Instagram account]. Yahoo News Japan (en japonés). 30 de enero de 2024.
20. ↑  «'아이랜드2' 24人 프로필 전격 공개..글로벌 사전 투표 시작» ['I-Land 2' 24 people's profiles revealed...Global pre-voting begins]. Star News Korea (en coreano). 22 de marzo de 2024.

1. A subsidiary of Hybe Corporation
2. The initial rankings were given out prior to the start of the show based on the trainees' monthly evaluations.
3. Trainees with the rank 00 have not yet participated in monthly evaluations, therefore does not have a pre-show rank.
4. Yewon was absent for this round due to COVID-19, therefore was automatically placed in Low Level.
5. Individual scores of the winning teams include the benefit points gained in this round.
6. Points were calculated using this formula: [Number of Korean Votes × (Overall Total Votes ÷ Total Korean Votes)] + [Number of International Votes × (Overall Total Votes ÷ Total International Votes)].

Lo resaltado indica el concursante que eligió a los miembros del equipo y actúa como líder del equipo.
| Performance | Performance | Performance   | Grupo    | Resultado | Resultado  | Concursante | Concursante | Concursante |
|             | Artista(s)  | Canción(es)   | Unidad   | Team      | Individual | Nombre      | Posición    | Nuevo nivel |
| ----------- | ----------- | ------------- | -------- | --------- | ---------- | ----------- | ----------- | ----------- |
| 1           | Le Sserafim | "Fearless"    | MID - A  | 550.5     | 572        | Minju       | 4           | M           |
| 1           | Le Sserafim | "Fearless"    | MID - A  | 550.5     | 440        | Haseul      | 2           | L           |
| 1           | Le Sserafim | "Fearless"    | MID - A  | 550.5     | 626        | Hyewon      | 1           | H           |
| 1           | Le Sserafim | "Fearless"    | MID - A  | 550.5     | 564        | Wonhee      | 3           | M           |
| 1           | Le Sserafim | "Fearless"    | LOW - B  | 536.33    | 540        | Moa         | 5           | L           |
| 1           | Le Sserafim | "Fearless"    | LOW - B  | 536.33    | 519        | Funa        | 7           | L           |
| 1           | Le Sserafim | "Fearless"    | LOW - B  | 536.33    | 550        | Yewon       | 6           | L           |
| 2           | NewJeans    | "Attention"   | HIGH - A | 589.5     | 581        | Yunah       | 5           | H           |
| 2           | NewJeans    | "Attention"   | HIGH - A | 589.5     | 603        | Jeongeun    | 7           | H           |
| 2           | NewJeans    | "Attention"   | HIGH - A | 589.5     | 599        | Himena      | 6           | H           |
| 2           | NewJeans    | "Attention"   | HIGH - A | 589.5     | 575        | Seoyeon     | 8           | M           |
| 2           | NewJeans    | "Attention"   | MID - B  | 527       | 517        | Moka        | 2           | L           |
| 2           | NewJeans    | "Attention"   | MID - B  | 527       | 626        | Chanelle    | 1           | H           |
| 2           | NewJeans    | "Attention"   | MID - B  | 527       | 438        | Yuisa       | 3           | L           |
| 3           | Enhypen     | "Given-Taken" | HIGH - B | 550       | 607        | Iroha       | 6           | H           |
| 3           | Enhypen     | "Given-Taken" | HIGH - B | 550       | 591        | Youngseo    | 5           | H           |
| 3           | Enhypen     | "Given-Taken" | HIGH - B | 550       | 539        | Ruka        | 8           | M           |
| 3           | Enhypen     | "Given-Taken" | HIGH - B | 550       | 463        | Iris        | 7           | L           |
| 3           | Enhypen     | "Given-Taken" | LOW - A  | 545       | 552        | Jeemin      | 3           | M           |
| 3           | Enhypen     | "Given-Taken" | LOW - A  | 545       | 573        | Jihyun      | 1           | M           |
| 3           | Enhypen     | "Given-Taken" | LOW - A  | 545       | 606        | Jiwoo       | 2           | M           |
| 3           | Enhypen     | "Given-Taken" | LOW - A  | 545       | 449        | Ena         | 4           | L           |

### Ronda 3: Todoterreno

#### Misión 1: Heel coreo
Equipo ganadorNegrita indica el concursante que eligió a los miembros del equipo y actúa como líder del equipo.
| Performance | Performance       | Performance    | Performance         | Grupo          | Resultado | Resultado  | Participante | Participante |
|             | Artista(s)        | Canción(es)    | Objeto de la misión | Unidad         | Equipo    | Individual | Nombre       | Posición     |
| ----------- | ----------------- | -------------- | ------------------- | -------------- | --------- | ---------- | ------------ | ------------ |
| 1           | Chungha           | "Dream of You" | Cane                | Yewon's Unit   | 3660      | 500        | Yewon        | 7            |
| 1           | Chungha           | "Dream of You" | Cane                | Yewon's Unit   | 3660      | 529        | Wonhee       | 6            |
| 1           | Chungha           | "Dream of You" | Cane                | Yewon's Unit   | 3660      | 613        | Jeemin       | 1            |
| 1           | Chungha           | "Dream of You" | Cane                | Yewon's Unit   | 3660      | 509        | Ruka         | 4            |
| 1           | Chungha           | "Dream of You" | Cane                | Yewon's Unit   | 3660      | 543        | Moka         | 2            |
| 1           | Chungha           | "Dream of You" | Cane                | Yewon's Unit   | 3660      | 504        | Funa         | 3            |
| 1           | Chungha           | "Dream of You" | Cane                | Yewon's Unit   | 3660      | 462        | Haseul       | 5            |
| 2           | f(x)              | "4 Walls"      | Fan                 | Seoyeon's Unit | 3688      | 547        | Seoyeon      | 5            |
| 2           | f(x)              | "4 Walls"      | Fan                 | Seoyeon's Unit | 3688      | 566        | Minju        | 2            |
| 2           | f(x)              | "4 Walls"      | Fan                 | Seoyeon's Unit | 3688      | 505        | Moa          | 4            |
| 2           | f(x)              | "4 Walls"      | Fan                 | Seoyeon's Unit | 3688      | 598        | Jiwoo        | 1            |
| 2           | f(x)              | "4 Walls"      | Fan                 | Seoyeon's Unit | 3688      | 611        | Himena       | 3            |
| 2           | f(x)              | "4 Walls"      | Fan                 | Seoyeon's Unit | 3688      | 413        | Iris         | 6            |
| 2           | f(x)              | "4 Walls"      | Fan                 | Seoyeon's Unit | 3688      | 448        | Ena          | 7            |
| 3           | Girls' Generation | "The Boys"     | Hat                 | Hyewon's Unit  | 4419      | 632        | Hyewon       | 1            |
| 3           | Girls' Generation | "The Boys"     | Hat                 | Hyewon's Unit  | 4419      | 613        | Iroha        | 7            |
| 3           | Girls' Generation | "The Boys"     | Hat                 | Hyewon's Unit  | 4419      | 636        | Yunah        | 3            |
| 3           | Girls' Generation | "The Boys"     | Hat                 | Hyewon's Unit  | 4419      | 657        | Chanelle     | 2            |
| 3           | Girls' Generation | "The Boys"     | Hat                 | Hyewon's Unit  | 4419      | 640        | Youngseo     | 6            |
| 3           | Girls' Generation | "The Boys"     | Hat                 | Hyewon's Unit  | 4419      | 616        | Jeongeun     | 4            |
| 3           | Girls' Generation | "The Boys"     | Hat                 | Hyewon's Unit  | 4419      | 625        | Jihyun       | 5            |

#### Misión 2: Misión global de Kpop
Equipo ganadorNegrita indica el concursante cuyas distribuciones de partes fueron elegidas y actúa como líder del equipo.
| Performance | Performance | Performance    | Grupo             | Resultado | Resultado  | Participante | Participante |
|             | Artista(s)  | Canción(es)    | Unidad            | Equipo    | Individual | Nombre       | Posición     |
| ----------- | ----------- | -------------- | ----------------- | --------- | ---------- | ------------ | ------------ |
| 1           | (G)I-dle    | "My Bag"       | Unidad de Jewon   | 3862      | 569        | Yewon        | 1            |
| 1           | (G)I-dle    | "My Bag"       | Unidad de Jewon   | 3862      | 600        | Wonhee       | 2            |
| 1           | (G)I-dle    | "My Bag"       | Unidad de Jewon   | 3862      | 525        | Ruka         | 5            |
| 1           | (G)I-dle    | "My Bag"       | Unidad de Jewon   | 3862      | 593        | Jeemin       | 3            |
| 1           | (G)I-dle    | "My Bag"       | Unidad de Jewon   | 3862      | 580        | Moka         | 7            |
| 1           | (G)I-dle    | "My Bag"       | Unidad de Jewon   | 3862      | 521        | Funa         | 4            |
| 1           | (G)I-dle    | "My Bag"       | Unidad de Jewon   | 3862      | 474        | Haseul       | 6            |
| 2           | CL          | "Tie a Cherry" | Unidad de Seoyeon | 3855      | 566        | Seoyeon      | 2            |
| 2           | CL          | "Tie a Cherry" | Unidad de Seoyeon | 3855      | 579        | Minju        | 1            |
| 2           | CL          | "Tie a Cherry" | Unidad de Seoyeon | 3855      | 569        | Moa          | 5            |
| 2           | CL          | "Tie a Cherry" | Unidad de Seoyeon | 3855      | 575        | Jiwoo        | 3            |
| 2           | CL          | "Tie a Cherry" | Unidad de Seoyeon | 3855      | 639        | Himena       | 4            |
| 2           | CL          | "Tie a Cherry" | Unidad de Seoyeon | 3855      | 453        | Iris         | 7            |
| 2           | CL          | "Tie a Cherry" | Unidad de Seoyeon | 3855      | 474        | Ena          | 6            |
| 3           | Lisa        | "Money"        | Unidad de Hyewon  | 4254      | 605        | Hyewon       | 4            |
| 3           | Lisa        | "Money"        | Unidad de Hyewon  | 4254      | 631        | Iroha        | 1            |
| 3           | Lisa        | "Money"        | Unidad de Hyewon  | 4254      | 581        | Yunah        | 7            |
| 3           | Lisa        | "Money"        | Unidad de Hyewon  | 4254      | 603        | Chanelle     | 5            |
| 3           | Lisa        | "Money"        | Unidad de Hyewon  | 4254      | 634        | Youngseo     | 2            |
| 3           | Lisa        | "Money"        | Unidad de Hyewon  | 4254      | 588        | Jeongeun     | 3            |
| 3           | Lisa        | "Money"        | Unidad de Hyewon  | 4254      | 612        | Jihyun       | 6            |

### Ronda 4: Los especialistas
- Episodio 5-6

     Equipo Ganador
| Actuación | Actuación  | Actuación             | Resultado | Resultado                  | Concursante | Concursante   | Concursante |
|           | Artista(s) | Canciones             | Equipo    | Individual [lower-alpha 5] | Nombre      | Clasificación | Nuevo nivel |
| --------- | ---------- | --------------------- | --------- | -------------------------- | ----------- | ------------- | ----------- |
| 1         | Baek Yerin | "Across the universe" | 3305      | 894                        | Ji-woo      | 1             | H           |
| 1         | Baek Yerin | "Across the universe" | 3305      | 835                        | Yunah       | 4             | M           |
| 1         | Baek Yerin | "Across the universe" | 3305      | 813                        | Jeongeun    | 5             | L           |
| 1         | Baek Yerin | "Across the universe" | 3305      | 763                        | Wonhee      | 7             | M           |
| 2         | Taeyeon    | "Spark"               | 3105      | 628                        | Yewon       | 8             | L           |
| 2         | Taeyeon    | "Spark"               | 3105      | 863                        | Minju       | 2             | M           |
| 2         | Taeyeon    | "Spark"               | 3105      | 838                        | Chanelle    | 3             | M           |
| 2         | Taeyeon    | "Spark"               | 3105      | 776                        | Seoyeon     | 6             | L           |

| Actuación | Actuación    | Actuación   | Resultado | Resultado                  | Concursante | Concursante | Concursante |
|           | Artista(s)   | Canción(es) | Equipo    | Individual [lower-alpha 5] | Nombre      | Posición    | Nuevo nivel |
| --------- | ------------ | ----------- | --------- | -------------------------- | ----------- | ----------- | ----------- |
| 1         | After School | "Bang!"     | 3897      | 938                        | Youngseo    | 1           | h           |
| 1         | After School | "Bang!"     | 3897      | 884                        | Iroha       | 3           | h           |
| 1         | After School | "Bang!"     | 3897      | 830                        | Hyewon      | 7           | l           |
| 1         | After School | "Bang!"     | 3897      | 577                        | Ruka        | 10          | l           |
| 1         | After School | "Bang!"     | 3897      | 668                        | Moa         | 9           | l           |
| 2         | Wonder Girls | "Tell Me"   | 4237      | 902                        | Jihyun      | 2           | h           |
| 2         | Wonder Girls | "Tell Me"   | 4237      | 862                        | Jeemin      | 4           | h           |
| 2         | Wonder Girls | "Tell Me"   | 4237      | 831                        | Himena      | 6           | l           |
| 2         | Wonder Girls | "Tell Me"   | 4237      | 853                        | Moka        | 5           | METRO       |
| 2         | Wonder Girls | "Tell Me"   | 4237      | 789                        | Funa        | 8           | l           |

### Ronda 5: Juego de conceptos
- Episodio 7-8

Esta ronda consta de dos misiones, probando qué tan bien los concursantes digieren canciones de diferentes conceptos que están representados a través de colores. Los resultados finales de esta ronda se componen de un 50% de misión de color y un 50% de misión de negro.

#### Misión 1: Misión de color
Desde los concursantes de menor rango hasta los de mayor rango, los concursantes eligen las canciones que desean según el color de la habitación, lo que indica el concepto de la canción, así como el artista que se muestra en el exterior de una puerta. Los concursantes mejor clasificados deben expulsar a un miembro si hay más de cinco personas en una sala.
Dentro de cada grupo, cada concursante decidirá cómo se distribuirán las piezas. Luego, cada concursante del grupo vota qué distribución cree que es la más ideal, lo que termina siendo la distribución parcial final. El concursante cuyo reparto de parte sea elegido también será el líder.
Cada entrenador dará puntuaciones a cada concursante individual del 1 al 100 (hasta una puntuación de evaluación total de 700). La puntuación total calculada de cada concursante consistirá en 700 puntos de evaluación de los entrenadores, 200 puntos de la audiencia en el lugar y 500 puntos de la segunda ronda de votación. Cuando se suman las puntuaciones totales de cada concursante, es posible obtener un máximo de 4500 puntos por unidad. Los aprendices ya no estarán divididos por las Zonas Alta, Media y Baja desde alrededor de 5 en adelante, sino que los seis mejores concursantes según los resultados combinados de la Misión 1 y 2 se clasificarán en la Siguiente Zona (también conocida como Zona Naranja), mientras que los clasificados Los puestos 7.º e inferiores serían relegados a la Zona Gris, y los clasificados entre los tres últimos serían eliminados.
Clave de color
     Parte destacada
| Performance | Performance                 | Performance                | Grupo             | Resultado | Resultado  | Concursante | Concursante | Concursante |
|             | Artista(s)                  | Canción(es)                | Nombre del equipo | Equipo    | Individual | Name        | Posición    | Nuevo nivel |
| ----------- | --------------------------- | -------------------------- | ----------------- | --------- | ---------- | ----------- | ----------- | ----------- |
| 1           | 2NE1                        | "I Don't Care"             | Green             | 3483      | 771        | Youngseo    | 4           | 5           |
| 1           | 2NE1                        | "I Don't Care"             | Green             | 3483      | 649        | Jihyun      | 1           | 11          |
| 1           | 2NE1                        | "I Don't Care"             | Green             | 3483      | 706        | Jeemin      | 3           | 7           |
| 1           | 2NE1                        | "I Don't Care"             | Green             | 3483      | 815        | Minju       | 2           | 3           |
| 1           | 2NE1                        | "I Don't Care"             | Green             | 3483      | 542        | Hyewon      | 5           | 15          |
| 2           | Oh My Girl                  | "The Fifth Season (SSFWL)" | Purple            | 3536      | 739        | Wonhee      | 1           | 6           |
| 2           | Oh My Girl                  | "The Fifth Season (SSFWL)" | Purple            | 3536      | 738        | Moka        | 2           | 10          |
| 2           | Oh My Girl                  | "The Fifth Season (SSFWL)" | Purple            | 3536      | 695        | Chanelle    | 3           | 9           |
| 2           | Oh My Girl                  | "The Fifth Season (SSFWL)" | Purple            | 3536      | 742        | Himena      | 4           | 12          |
| 2           | Oh My Girl                  | "The Fifth Season (SSFWL)" | Purple            | 3536      | 622        | Seoyeon     | 5           | 14          |
| 3           | Red Velvet – Irene & Seulgi | "Monster"                  | Red               | 3723      | 812        | Jiwoo       | 1           | 2           |
| 3           | Red Velvet – Irene & Seulgi | "Monster"                  | Red               | 3723      | 777        | Iroha       | 4           | 1           |
| 3           | Red Velvet – Irene & Seulgi | "Monster"                  | Red               | 3723      | 793        | Yunah       | 2           | 4           |
| 3           | Red Velvet – Irene & Seulgi | "Monster"                  | Red               | 3723      | 739        | Jeongeun    | 3           | 8           |
| 3           | Red Velvet – Irene & Seulgi | "Monster"                  | Red               | 3723      | 602        | Funa        | 5           | 13          |

La segunda misión consiste en que cada equipo elija a un concursante como representante e intérprete una canción.
Clave de color
     Parte destacada     Equipo ganador
| Actuación | Actuación   | Grupo             | Resultado | Resultado      | Concursante |
| Artista   | Canción     | Nombre del equipo | Equipo    | Puntos totales | Nombre      |
| --------- | ----------- | ----------------- | --------- | -------------- | ----------- |
| Blackpink | "Shut Down" | Verde             | 3910      | 7393           | Youngseo    |
| Blackpink | "Shut Down" | Púrpura           | 3770      | 7306           | Himena      |
| Blackpink | "Shut Down" | Rojo              | 3925      | 7648           | Iroha       |

### Ronda 6: Entrenamiento de imagen
- Episodio 9

Esta ronda pone a prueba el potencial de los alumnos con dos equipos compitiendo entre sí con canciones originales además de interpretar dos versiones.
Clave de color
     Parte destacada
| Actuación | Grupo             | Resultado | Resultado | Concursante | Concursante     |
| Canción   | Nombre del equipo | Equipo    | Puntos    | Nombre      | Posición        |
| --------- | ----------------- | --------- | --------- | ----------- | --------------- |
| "Pride"   | Pride             | 5158      |           | Jeemin      | Centro          |
| "Pride"   | Pride             | 5158      |           | chanel      | Vocal principal |
| "Pride"   | Pride             | 5158      |           | yunah       | Voz principal   |
| "Pride"   | Pride             | 5158      |           | Jihyun      | Subvocal 1      |
| "Pride"   | Pride             | 5158      |           | Youngseo    | Subvocal 2      |
| "Pride"   | Pride             | 5158      |           | Himena      | Subvocal 3      |
| "Scrum"   | Scrum             | 5508      |           | Jeongeun    | Centro          |
| "Scrum"   | Scrum             | 5508      |           | Wonhee      | Vocal principal |
| "Scrum"   | Scrum             | 5508      |           | Ji-woo      | Voz principal   |
| "Scrum"   | Scrum             | 5508      |           | Iroha       | Subvocal 1      |
| "Scrum"   | Scrum             | 5508      |           | minju       | Subvocal 2      |
| "Scrum"   | Scrum             | 5508      |           | moca        | Subvocal 3      |

| Actuación   | Actuación      | Grupo             | Resultado | Resultado | Concursante | Concursante     |
| Artista     | Canción        | Nombre del equipo | Equipo    | Puntos    | Nombre      | Posición        |
| ----------- | -------------- | ----------------- | --------- | --------- | ----------- | --------------- |
| Ive         | "Eleven"       | Pride             | 4816      |           | Youngseo    | Centro          |
| Ive         | "Eleven"       | Pride             | 4816      |           | yunah       | Vocal principal |
| Ive         | "Eleven"       | Pride             | 4816      |           | Jihyun      | Voz principal   |
| Ive         | "Eleven"       | Pride             | 4816      |           | Jeemin      | Subvocal 1      |
| Ive         | "Eleven"       | Pride             | 4816      |           | chanel      | Subvocal 2      |
| Ive         | "Eleven"       | Pride             | 4816      |           | Himena      | Subvocal 3      |
| \| Twice \| | "Feel Special" | Scrum             | 5390      |           | Iroha       | Centro          |
| \| Twice \| | "Feel Special" | Scrum             | 5390      |           | Ji-woo      | Vocal principal |
| \| Twice \| | "Feel Special" | Scrum             | 5390      |           | moca        | Voz principal   |
| \| Twice \| | "Feel Special" | Scrum             | 5390      |           | Wonhee      | Subvocal 1      |
| \| Twice \| | "Feel Special" | Scrum             | 5390      |           | minju       | Subvocal 2      |
| \| Twice \| | "Feel Special" | Scrum             | 5390      |           | Jeongeun    | Subvocal 3      |
| Twice       |                |                   |           |           |             |                 |

### Ronda 7: Línea final
| Actuación   | Grupo             | Concursante | Concursante     |
| Canción     | Nombre del equipo | Nombre      | Posición        |
| ----------- | ----------------- | ----------- | --------------- |
| "Aim High"  | Aim High          | Wonhee      | Centro          |
| "Aim High"  | Aim High          | Yunah       | Vocal principal |
| "Aim High"  | Aim High          | Jeongeun    | Voz principal   |
| "Aim High"  | Aim High          | Moka        | Subvocal 1      |
| "Aim High"  | Aim High          | Himena      | Subvocal 2      |
| "Desperate" | Desperate         | Minju       | Centro          |
| "Desperate" | Desperate         | Ji-woo      | Vocal principal |
| "Desperate" | Desperate         | Jeemin      | Voz principal   |
| "Desperate" | Desperate         | Youngseo    | Subvocal 1      |
| "Desperate" | Desperate         | Iroha       | Subvocal 2      |

#### Misión grupal
La misión del grupo es la interpretación del tema principal del programa. Esta marcó la primera y última vez que los diez finalistas del espectáculo actuaron juntos.
| Canción de interpretación              | Concursante | Posición | Posición |
| -------------------------------------- | ----------- | -------- | -------- |
| "R.U.N" (cantante original: Bae Suzy ) | Minju       | 1        |          |
| "R.U.N" (cantante original: Bae Suzy ) | Wonhee      | 2        |          |
| "R.U.N" (cantante original: Bae Suzy ) | Moka        | 3        |          |
| "R.U.N" (cantante original: Bae Suzy ) | Jeongeun    | 4        |          |
| "R.U.N" (cantante original: Bae Suzy ) | Youngseo    | 5        |          |
| "R.U.N" (cantante original: Bae Suzy ) | Himena      | 6        |          |
| "R.U.N" (cantante original: Bae Suzy ) | Ji-woo      | 7        |          |
| "R.U.N" (cantante original: Bae Suzy ) | Yunah       | 8        |          |
| "R.U.N" (cantante original: Bae Suzy ) | Iroha       | 9        |          |
| "R.U.N" (cantante original: Bae Suzy ) | Jeemin      | 10       |          |

Esto marcó el regreso de los 22 concursantes (compuestos por los diez finalistas y los doce aprendices eliminados) que realizaron una mezcla especial de actuaciones de la Ronda 2, en sus equipos originales de la Ronda 2.
| Performance | Performance | Performance   | Grupo    | Concursante | Concursante |
|             | Artista(s)  | Canción(es)   | Unidad   | Nombre      | Posición    |
| ----------- | ----------- | ------------- | -------- | ----------- | ----------- |
| 1           | Enhypen     | "Given-Taken" | HIGH - B | Iroha       | 6           |
| 1           | Enhypen     | "Given-Taken" | HIGH - B | Youngseo    | 5           |
| 1           | Enhypen     | "Given-Taken" | HIGH - B | Ruka        | 8           |
| 1           | Enhypen     | "Given-Taken" | HIGH - B | Iris        | 7           |
| 1           | Enhypen     | "Given-Taken" | LOW - A  | Jeemin      | 3           |
| 1           | Enhypen     | "Given-Taken" | LOW - A  | Jihyun      | 1           |
| 1           | Enhypen     | "Given-Taken" | LOW - A  | Jiwoo       | 2           |
| 1           | Enhypen     | "Given-Taken" | LOW - A  | Ena         | 4           |
| 2           | Le Sserafim | "Fearless"    | MID - A  | Minju       | 4           |
| 2           | Le Sserafim | "Fearless"    | MID - A  | Haseul      | 2           |
| 2           | Le Sserafim | "Fearless"    | MID - A  | Hyewon      | 1           |
| 2           | Le Sserafim | "Fearless"    | MID - A  | Wonhee      | 3           |
| 2           | Le Sserafim | "Fearless"    | LOW - B  | Moa         | 5           |
| 2           | Le Sserafim | "Fearless"    | LOW - B  | Funa        | 7           |
| 2           | Le Sserafim | "Fearless"    | LOW - B  | Yewon       | 6           |
| 3           | NewJeans    | "Attention"   | HIGH - A | Yunah       | 5           |
| 3           | NewJeans    | "Attention"   | HIGH - A | Jeongeun    | 7           |
| 3           | NewJeans    | "Attention"   | HIGH - A | Himena      | 6           |
| 3           | NewJeans    | "Attention"   | HIGH - A | Seoyeon     | 8           |
| 3           | NewJeans    | "Attention"   | MID - B  | Moka        | 2           |
| 3           | NewJeans    | "Attention"   | MID - B  | Chanelle    | 1           |
| 3           | NewJeans    | "Attention"   | MID - B  | Yuisa       | 3           |

| Nombre          | Clasificación | Clasificación | Clasificación | Clasificación | Clasificación | Clasificación | Clasificación | Clasificación | Clasificación | Clasificación | Clasificación | Clasificación | Clasificación | Clasificación | Clasificación | Clasificación | Clasificación |
| Nombre          | Inicial       | Ep. 1-2       | Ep. 3         | Ep. 3         | Ep. 3         | Ep. 5         | Ep. 5         | Ep. 5         | Ep. 6         | Ep. 6         | Ep. 6         | Ep. 8         | Ep. 8         | Ep. 9         | Ep. 9         | Ep. 10        | Final         |
| Nombre          | Rango         | Nivel         | Puntos        | Rango         | Nivel         | Puntos        | Rango         | Nivel         | Puntos        | Rango         | Nivel         | Puntos        | Rango         | Puntos        | Rank          | Rank          | Final         |
| --------------- | ------------- | ------------- | ------------- | ------------- | ------------- | ------------- | ------------- | ------------- | ------------- | ------------- | ------------- | ------------- | ------------- | ------------- | ------------- | ------------- | ------------- |
| Wonhee (원희)   | 00            | M             | 614           | 10            | M             | 1129          | 13            | L             | 1292          | 7             | M             | 1027          | 6             | 2595          | 7             | 1             | 1             |
| Youngseo (영서) | 7             | H             | 641           | 5             | H             | 1374          | 1             | H             | 1404          | 1             | H             | 1151          | 5             | 2719          | 3             | 2             | 2             |
| Minju (민주)    | 4             | M             | 622           | 9             | M             | 1195          | 11            | M             | 1301          | 6             | M             | 1230          | 3             | 2955          | 1             | 3             | 3             |
| Iroha (이로하)  | 3             | H             | 657           | 2             | H             | 1344          | 3             | H             | 1362          | 3             | H             | 1291          | 1             | 2695          | 4             | 4             | 4             |
| Moka (모카)     | 6             | M             | 517           | 18            | L             | 1123          | 15            | L             | 1256          | 9             | M             | 955           | 10            | 2825          | 2             | 5             | 5             |
| Yunah (윤아)    | 2             | H             | 631           | 6             | H             | 1317          | 6             | H             | 1267          | 8             | M             | 1167          | 4             | 2563          | 8             | 6             | 6             |
| Himena (히메나) | 10            | H             | 649           | 4             | H             | 1300          | 8             | M             | 1083          | 12            | L             | 828           | 12            | 2132          | 10            | Eliminada     | Eliminada     |
| Jeemin (지민)   | 1             | L             | 552           | 14            | M             | 1206          | 10            | M             | 1313          | 5             | H             | 1023          | 7             | 2597          | 6             | Eliminada     | Eliminada     |
| Jeongeun (정은) | 8             | H             | 653           | 3             | H             | 1304          | 7             | M             | 1093          | 11            | L             | 1014          | 8             | 2414          | 9             | Eliminada     | Eliminada     |
| Jiwoo (지우)    | 5             | L             | 606           | 11            | M             | 1223          | 9             | M             | 1400          | 2             | H             | 1248          | 2             | 2607          | 5             | Eliminada     | Eliminada     |
| Chanelle (샤넬) | 9             | M             | 626           | 7             | H             | 1360          | 2             | H             | 1153          | 10            | M             | 980           | 9             | 2104          | 11            | Eliminada     | Eliminada     |
| Jihyun (지현)   | 14            | L             | 573           | 13            | M             | 1337          | 4             | H             | 1339          | 4             | H             | 869           | 11            | 1943          | 12            | Eliminada     | Eliminada     |
| Funa (후우나)   | 11            | L             | 519           | 17            | L             | 1025          | 18            | L             | 1067          | 13            | L             | 808           | 13            | Eliminada     | Eliminada     | Eliminada     | Eliminada     |
| Seoyeon (서연)  | 00            | H             | 625           | 8             | M             | 1163          | 12            | M             | 902           | 15            | L             | 688           | 14            | Eliminada     | Eliminada     | Eliminada     | Eliminada     |
| Hyewon (혜원)   | 13            | M             | 676           | 1             | H             | 1337          | 4             | H             | 1014          | 14            | L             | 650           | 15            | Eliminada     | Eliminada     | Eliminada     | Eliminada     |
| Moa (모아)      | 15            | L             | 540           | 16            | L             | 1124          | 14            | L             | 901           | 16            | L             | Eliminada     | Eliminada     | Eliminada     | Eliminada     | Eliminada     | Eliminada     |
| Ruka (루카)     | 12            | H             | 589           | 12            | M             | 1034          | 17            | L             | 894           | 17            | L             | Eliminada     | Eliminada     | Eliminada     | Eliminada     | Eliminada     | Eliminada     |
| Yewon (예원)    | 18            | L             | 550           | 15            | L             | 1069          | 16            | L             | 772           | 18            | L             | Eliminada     | Eliminada     | Eliminada     | Eliminada     | Eliminada     | Eliminada     |
| Ena (에나)      | 20            | L             | 449           | 21            | L             | 972           | 19            | L             | Eliminada     | Eliminada     | Eliminada     | Eliminada     | Eliminada     | Eliminada     | Eliminada     | Eliminada     | Eliminada     |
| Haseul (하슬)   | 17            | M             | 440           | 20            | L             | 936           | 20            | L             | Eliminada     | Eliminada     | Eliminada     | Eliminada     | Eliminada     | Eliminada     | Eliminada     | Eliminada     | Eliminada     |
| Iris (아이리스) | 16            | H             | 513           | 19            | L             | 916           | 21            | L             | Eliminada     | Eliminada     | Eliminada     | Eliminada     | Eliminada     | Eliminada     | Eliminada     | Eliminada     | Eliminada     |
| Yuisa (유이사)  | 19            | M             | -             | 22            | L             | Eliminada     | Eliminada     | Eliminada     | Eliminada     | Eliminada     | Eliminada     | Eliminada     | Eliminada     | Eliminada     | Eliminada     | Eliminada     | Eliminada     |

El primer período de votación global tuvo lugar del 23 de junio de 2023 a las 12 p. m. KST hasta el 5 de julio a las 12 a. m. KST. Los fanáticos pudieron votar por seis concursantes, una vez al día. El 50% de los votos nacionales y el 50% de los votos globales se convirtieron en puntuaciones.
Clave de color
| Rango | Concursante | Votes   | Votes   | Votes   | Ranks  | Ranks  |
| Rango | Concursante | Korean  | Global  | Total   | Korean | Global |
| ----- | ----------- | ------- | ------- | ------- | ------ | ------ |
| 1     | Minju       | 232,846 | 153,356 | 386,202 | 1      | 4      |
| 2     | Youngseo    | 193,340 | 160,525 | 353,865 | 2      | 3      |
| 3     | Jiwoo       | 80,096  | 232,846 | 312,942 | 10     | 1      |
| 4     | Jeemin      | 168,129 | 129,709 | 294,838 | 4      | 7      |
| 5     | Iroha       | 161,754 | 130,865 | 292,619 | 5      | 6      |
| 6     | Wonhee      | 174,229 | 94,109  | 268,338 | 3      | 9      |
| 7     | Chanelle    | 62,061  | 203,365 | 265,426 | 11     | 2      |
| 8     | Yunah       | 122,722 | 132,125 | 254,847 | 6      | 5      |
| 9     | Jihyun      | 110,208 | 95,008  | 205,216 | 8      | 8      |
| 10    | Moka        | 115,522 | 86,531  | 202,053 | 7      | 10     |
| 11    | Jeongeun    | 104,301 | 58,322  | 162,623 | 9      | 11     |
| 12    | Hyewon      | 48,236  | 52,596  | 100,832 | 15     | 12     |
| 13    | Funa        | 56,369  | 42,820  | 99,189  | 13     | 13     |
| 14    | Himena      | 61,156  | 19,219  | 80,375  | 12     | 14     |
| 15    | Seoyeon     | 53,261  | 8,126   | 61,387  | 14     | 15     |

El segundo período de votación global tuvo lugar del 7 de julio de 2023 a las 12 p. m. KST hasta el 20 de julio a las 12 a. m. KST. Los fanáticos pudieron votar por seis concursantes, una vez al día. El 50% de los votos nacionales y el 50% de los votos globales se convirtieron en puntuaciones.
Clave de color
| Rangos | Concursante | Votos    | Votos    | Votos   | Rangos   | Rangos   |
| Rangos | Concursante | Coreanos | Globales | Totales | Coreanos | Globales |
| ------ | ----------- | -------- | -------- | ------- | -------- | -------- |
| 1      | Minju       | 232,846  | 153,356  | 386,202 | 1        | 4        |
| 2      | Youngseo    | 193,340  | 160,525  | 353,865 | 2        | 3        |
| 3      | Jiwoo       | 80,096   | 232,846  | 312,942 | 10       | 1        |
| 4      | Jeemin      | 168,129  | 129,709  | 294,838 | 4        | 7        |
| 5      | Iroha       | 161,754  | 130,865  | 292,619 | 5        | 6        |
| 6      | Wonhee      | 174,229  | 94,109   | 268,338 | 3        | 9        |
| 7      | Chanelle    | 62,061   | 203,365  | 265,426 | 11       | 2        |
| 8      | Yunah       | 122,722  | 132,125  | 254,847 | 6        | 5        |
| 9      | Jihyun      | 110,208  | 95,008   | 205,216 | 8        | 8        |
| 10     | Moka        | 115,522  | 86,531   | 202,053 | 7        | 10       |
| 11     | Jeongeun    | 104,301  | 58,322   | 162,623 | 9        | 11       |
| 12     | Hyewon      | 48,236   | 52,596   | 100,832 | 15       | 12       |
| 13     | Funa        | 56,369   | 42,820   | 99,189  | 13       | 13       |
| 14     | Himena      | 61,156   | 19,219   | 80,375  | 12       | 14       |
| 15     | Seoyeon     | 53,261   | 8,126    | 61,387  | 14       | 15       |

El tercer período de votación global tuvo lugar del 21 de julio de 2023 a las 10:30 p. m. KST hasta el 10 de agosto a las 12 a. m. KST. Los fanáticos pudieron votar por seis concursantes, una vez al día. El 50% de los votos nacionales y el 50% de los votos globales se convirtieron en puntuaciones.
Clave de color
| Rank | Contestant | Votes   | Votes   | Votes     | Ranks  | Ranks  |
| Rank | Contestant | Korean  | Global  | Total     | Korean | Global |
| ---- | ---------- | ------- | ------- | --------- | ------ | ------ |
| 1    | Youngseo   | 818,558 | 699,344 | 1,517,902 | 2      | 4      |
| 2    | Jeemin     | 775,050 | 700,580 | 1,475,630 | 3      | 3      |
| 3    | Minju      | 844,882 | 600,985 | 1,445,867 | 1      | 6      |
| 4    | Jiwoo      | 535,011 | 844,882 | 1,379,893 | 7      | 1      |
| 5    | Yunah      | 618,807 | 662,204 | 1,281,011 | 6      | 5      |
| 6    | Chanelle   | 383,808 | 804,517 | 1,188,325 | 11     | 2      |
| 7    | Iroha      | 669,902 | 424,272 | 1,094,174 | 5      | 7      |
| 8    | Wonhee     | 730,905 | 274,903 | 1,005,808 | 4      | 10     |
| 9    | Jihyun     | 520,488 | 411,882 | 932,370   | 8      | 8      |
| 10   | Moka       | 467,454 | 327,969 | 795,423   | 9      | 9      |
| 11   | Jeongeun   | 454,860 | 231,360 | 686,220   | 10     | 11     |
| 12   | Himena     | 323,735 | 183,275 | 507,010   | 12     | 12     |

Clave de color
| Rango | Concursante | Votos     |
| ----- | ----------- | --------- |
| 1     | Wonhee      | 3.299.395 |
| 2     | Youngseo    | 3.065.146 |
| 3     | Minju       | 2.961.696 |
| 4     | Jeemin      | 2.673.879 |
| 5     | Iroha       | 2.569.421 |
| 6     | Jeongeun    | 2.566.936 |
| 7     | Yunah       | 2.512.654 |
| 8     | Moka        | 2.111.375 |
| 9     | Ji-woo      | 1.911.489 |
| 10    | Himena      | 1.394.729 |

| Título               | Año  | Posiciones pico          | Álbum                     |
| Título               | Año  | COR <br /> Abajo. <br /> | Álbum                     |
| -------------------- | ---- | ------------------------ | ------------------------- |
| "R.U.N" (전속력으로) | 2023 | 55                       | Tema musical de R U Next? |

| Ep. | Fecha de emisión original | Cuota de audiencia promedio      |
| Ep. | Fecha de emisión original | Nielsen Corea (A nivel nacional) |
| --- | ------------------------- | -------------------------------- |
| 1 | 30 de junio de 2023       | (40th)                           |
| 2 | 7 de julio de 2023        | 0,593% (40th)                    |
| 3 | 14 de julio de 2023       | 0,418% (48th)                    |
| 4 | 21 de julio de 2023       | 0,597% (39th)                    |
| 5 | 28 de julio de 2023       | 0,453% (46th)                    |
| 6 | 4 de agosto de 2023       | 0,419% (48th)                    |
| 7 | 11 de agosto de 2023      | 0,39% (49th)                     |
| 8 | 18 de agosto de 2023      | (62)                             |
| 9 | 25 de agosto de 2023      | 0,386% (45th)                    |
| 10 | 1 de septiembre de 2023   | 0,5%                             |
| - En la tabla anterior, el números en azul representan las calificaciones más bajas y los números en rojo representan las calificaciones más altas. - Esta serie se emitió en un canal de cable/TV de pago que normalmente tiene una audiencia relativamente menor en comparación con las emisoras públicas/de televisión abierta ( KBS, SBS, MBC y EBS ). |                           |                                  |

R U Next, durante su tiempo de transmisión, ganó un gran número de seguidores en Corea del Sur y muchos otros países. El episodio final fue visto en 182 países y regiones, y se emitieron más de 23 millones de votos en todo el mundo para seleccionar a seis concursantes para unirse a la alineación debut. Durante la transmisión del programa, su canal oficial de TikTok acumuló más de 800 millones de visitas y las cuentas oficiales del programa en otras plataformas de redes sociales atrajeron a más de un millón de seguidores. La alineación final, compuesta por Wonhee, Youngseo, Minju, Iroha, Moka y Yunah, recibió una buena recepción de los aficionados.  
A pesar de su popularidad entre los fanáticos, hubo varias controversias en torno al programa. Entre ellos estaba la selección de los miembros de la alineación debut, porque el sistema de elección de los seis miembros de la alineación debut, principalmente dos a través de la votación de los fanes y cuatro a través de la elección del sello, causó cierta insatisfacción entre los espectadores que sintieron que los votos de los aficionados no eran el factor principal. detrás de la elección de los miembros de la alineación de debut, y otra razón se debió a la eliminación de algunos aprendices que estaban entre los concursantes más queridos por los fanáticos, quienes sintieron que merecían la oportunidad de debutar como los seis ganadores.  

## Secuelas
- Illit debutó el 25 de marzo de 2024 con el juego extendido Super Real Me . [13]
  - El 4 de enero de 2024, Youngseo dejó Illit después de llegar a un acuerdo mutuo para rescindir su contrato con Belift Lab. [14]